# Бљесовце
Бљесовце (слч. Blesovce) насељено је мјесто са административним статусом сеоске општине (слч. obec) у округу Топољчани, у Њитранском крају, Словачка Република.

## Становништво
| Година:    | 1994. | 2004.   | 2014.    | 2024.   |
| ---------- | ----- | ------- | -------- | ------- |
| Број људи: | 377   | 396     | 345      | 330     |
| Разлика:   |       | +5,03 % | -12,87 % | -4,34 % |

| Година:    | 2023. | 2024.   |
| ---------- | ----- | ------- |
| Број људи: | 335   | 330     |
| Разлика:   |       | -1,49 % |

Према подацима о броју становника из 2011. године насеље је имало 335 становника.